# Институт биологии южных морей имени А. О. Ковалевского РАН
Институт биологии южных морей А. О. Ковалевского — федеральный исследовательский центр Российской академии наук, расположенный в Севастополе. Старое название — Институт морских биологических исследований, что был преобразован в 2015 году из Института биологии южных морей имени А. О. Ковалевского. В июле 2019 года на базе Института биологии южных морей был создан Федеральный исследовательский центр «Институт биологии южных морей имени А. О. Ковалевского РАН» с филиалом «Карадагская научная станция им. Т. И. Вяземского — природный заповедник РАН Архивная копия от 15 июля 2015 на Wayback Machine» и Представительством в г. Москве.

## История
В 1871 году Новороссийским обществом естествоиспытателей, по предложению первого президента общества, профессора Л. С. Ценковского в Севастополе была открыта биологическая станция, одна из первых в Европе морских биологических станций. Здание биостанции, построенное в 1898 году по проекту архитектора А. М. Вейзена на проспекте Нахимова, 2 ныне  Объект культурного наследия народов РФ регионального значения. Рег. № 921711029490005 (ЕГРОКН).
По инициативе академика Александра Онуфриевича Ковалевского спустя 20 лет Севастопольская биологическая станция (СБС) была переведена в ведение Императорской Санкт-Петербургской Академии наук, что упрочило ее положение как научного учреждения и расширило возможности научных исследований. В 1897 г. было построено новое здание СБС, в 1900 г. при ней был открыт первый в России публичный морской Аквариум, действующий до настоящего времени.
В 1961 году был решен вопрос о передаче СБС из подчинения АН СССР в ведение АН УССР. Директор биостанции, чл.-корр. АН УССР В. А. Водяницкий писал: «В 1961 г. Академия наук СССР передала несколько своих институтов в ведение республиканских академий и в промышленность (либо по территориальному, либо тематическому признакам). 19 апреля 1961 году наша станция перешла из системы АН СССР в систему АН УССР».
11 июля 1963 года было принято Постановление Совета Министров УССР № 796 «Об организации в составе АН УССР Института биологии южных морей на базе Севастопольской, Карадагской и Одесской биологических станций». Обязанности директора ИнБЮМ возлагались на В. А. Водяницкого, ставшего первым директором нового морского института.
В. А. Водяницким была разработана программа исследований института. В 1968 г. институт возглавил чл.-корр. АН УССР В. Н. Грезе, продолживший руководство направлениями исследований, намеченными В. А. Водяницким.
Постановлением Правительства г. Севастополя № 110-ПП от 24 февраля 2015 года ИнБЮМ реорганизован в Государственное бюджетное научное учреждение «Институт биологии южных морей имени А. О. Ковалевского» г. Севастополя (ГБНУ ИнБЮМ), на базе которого постановлением Правительства Российской Федерации создано Федеральное государственное бюджетное учреждение науки «Институт морских биологических исследований имени А. О. Ковалевского РАН» (ФГБУН ИМБИ).
25 июня 2019 г. институту вернули историческое название. Был создан первый в Крыму и Севастополе Федеральный исследовательский центр — Институт биологии южных морей имени А. О. Ковалевского (ФИЦ ИнБЮМ). Под крылом ФИЦ объединились Институт морских биологических исследований имени А. О. Ковалевского РАН и Карадагская научная станция им. Т. И. Вяземского.
26 ноября 2023 г. шторм нанёс серьёзный ущерб институту: штормовой нагон затопил 3-й зал аквариума, в котором погибло свыше 500 морских животных, было полностью уничтожено предприятие по выращиванию устриц, разрушен маяк.

## Директора
- 1963—1968 — Владимир Алексеевич Водяницкий
- 1968—1977 — Владимир Николаевич Грезе[7][8]
- 1977—1982 — Виктор Евгеньевич Заика[9].
- 1982—1988 — Алла Леонтьевна Морозова[10]
- 1988—1993 — Станислав Максимович Коновалов[10]
- 1993—1999 — Виктор Евгеньевич Заика[9]
- 2000—2015 — Валерий Николаевич Еремеев[10]
- 2015—2018 — Сергей Борисович Гулин
- с 2018 — (врио) Роман Вячеславович Горбунов[11]

## Структура института[источникне указан 1843 дня]
В составе ФИЦ ИнБЮМ: филиал — «Карадагская научная станция им. Т. И. Вяземского природный заповедник РАН», представительство в г. Москва, 13 научных отделов, в составе двух из них выделены структурные лаборатории, 3 самостоятельных лаборатории, НИС «Профессор Водяницкий».
- Отдел физиологии животных и биохимии
- Отдел функционирования морских экосистем (ФМЭ)
- Отдел планктона
- — Структурная лаборатория микропланктона
- Отдел экологии бентоса
- Отдел радиационной и химической биологии (ОРХБ)
- Отдел морской санитарной гидробиологии
- Отдел экологической паразитологии
- Отдел ихтиологии
- Отдел экологической физиологии водорослей
- Отдел аквакультуры и морской фармакологии
- Отдел биофизической экологии
- Отдел биотехнологий и фиторесурсов
- — Структурная лаборатория фиторесурсов
- Лаборатория БиФГМО Архивная копия от 13 мая 2021 на Wayback Machine
- Научно-исследовательский центр геоматики
- ЦКП «Коллекция гидробионтов мирового океана ФИЦ ИнБЮМ»
- ЦКП «Спектрометрия и хроматография» — Спектр услуг, оказываемых ЦКП, включает в себя высокопрецизионный анализ содержания в морской воде, донных отложениях и гидробионтах различных химических элементов (от Be до U), в том числе — определение их изотопного состава, а также неорганических и органических ионов, высокотоксичных органических соединений (полициклических ароматических углеводородов, полихлорированных бифенилов, n-алканов) и нефтяных углеводородов, выполнение научно-исследовательских и образовательных программ по оценке качества природной среды.

Неотъемлемой частью Института является научно-исследовательское судно «Профессор Водяницкий» единственное, на настоящий момент в Крыму, специализированное научное судно, которое способно выполнять весь спектр геолого-разведывательных, океанографических и гидробиологических исследования на всей акватории Черного моря. НИС «Профессор Водяницкий» является судном серии, которая предназначалась для проведения океанографических и геолого-физических исследований в Мировом океане, в том числе в районах тропиков и Арктики. Класс плавания неограниченный. Начиная с 1976 сотрудниками ИнБЮМ на НИС «Профессор Водяницкий» выполнено более 75 научно-исследовательский рейсов во многих районах Мирового океана. В распоряжении учреждения также находятся суда малого флота для морских исследований.
Основное здание Института расположено на проспекте Нахимова, д. 2. Лабораторный и аквариальный комплексы находятся на ул. Катерная, 47. ФИЦ ИнБЮМ является владельцем биологической станции, расположенной в урочище Батилиман на берегу бухты Ласпи в Севастопольской зоне Южного берега Крыма, а также причала № 223 в Камышовой бухте г. Севастополя.

## Периодика
ФИЦ ИнБЮМ выпускает периодическое научное издание «Морской биологический журнал» Архивная копия от 5 февраля 2020 на Wayback Machine (Главный редактор — Научный руководитель, академик РАН, д.б.н. Егоров Виктор Николаевич. ответственный секретарь — к.б.н. Корнийчук Юлия Михайловна). Входит в список ВАК (с 26.01.2018 г.) Включен в наукометрические базы Scopus. Англоязычное название: «Marine Biological Journal». Язык издания: русский, английский. Периодичность: 4 раза в год. Плата за публикацию не взимается. Выплата авторских гонораров не предусмотрена.
На страницах журнала публикуются обзорные и оригинальные статьи, краткие сообщения и заметки, содержащие новые данные теоретических и экспериментальных исследований в области морской биологии, материалы по разнообразию морских организмов, их популяций и сообществ, закономерностям распределения животных и растительных организмов в Мировом океане, результаты комплексного изучения морских и океанических экосистем, антропогенного воздействия на морские организмы и экосистемы в целом.
Журнал рассчитан на биологов, гидробиологов, экологов, радиобиологов, биофизиков, океанологов, географов, научных работников других смежных специальностей, аспирантов и студентов соответствующих научных и отраслевых профилей.
Филиал ФИЦ ИнБЮМ с 2016 года возобновил выпуск (приостановлен с 1962 года) «Труды Карадагской научной станции им. Т. И. Вяземского — природного заповедника РАН» (Главный редактор — к.г.н. Горбунов Р. В.) Входит в список ВАК. Англоязычное название: «Proceedings of the T.I.Vyazemsky Karadag scientific station — Nature Reserve of the RAS». Язык издания: русский, английский. Периодичность: 4 раза в год. Плата за публикацию не взимается. Выплата авторских гонораров не предусмотрена.
Публикуются научные статьи, освещающие результаты законченных, методически корректно выполненных исследований, помещаются также хроники крупных научных симпозиумов, конференций и совещаний; рецензии на наиболее существенные новые научные работы, юбилейные и мемориальные статьи о выдающихся ученых. Приоритет в публикации отдается работам, связанным с научными исследованиями на территории Крымского полуострова.
Журнал публикует работы по следующим рубрикам: изучение биоразнообразия и экологический мониторинг; экспериментальная гидробиология; географические, геологические и палеонтологические исследования; исторические, археологические и искусствоведческие исследования; хроника; рецензии.
Оба журнала зарегистрированы в библиографической базе данных научных публикаций российских ученых РИНЦ, статьи размещаются в научной электронной библиотеке eLIBRARY.RU
Помимо периодических изданий, ФИЦ ИнБЮМ регулярно издает монографии и научные труды.

## Образовательная деятельность[источникне указан 1843 дня]

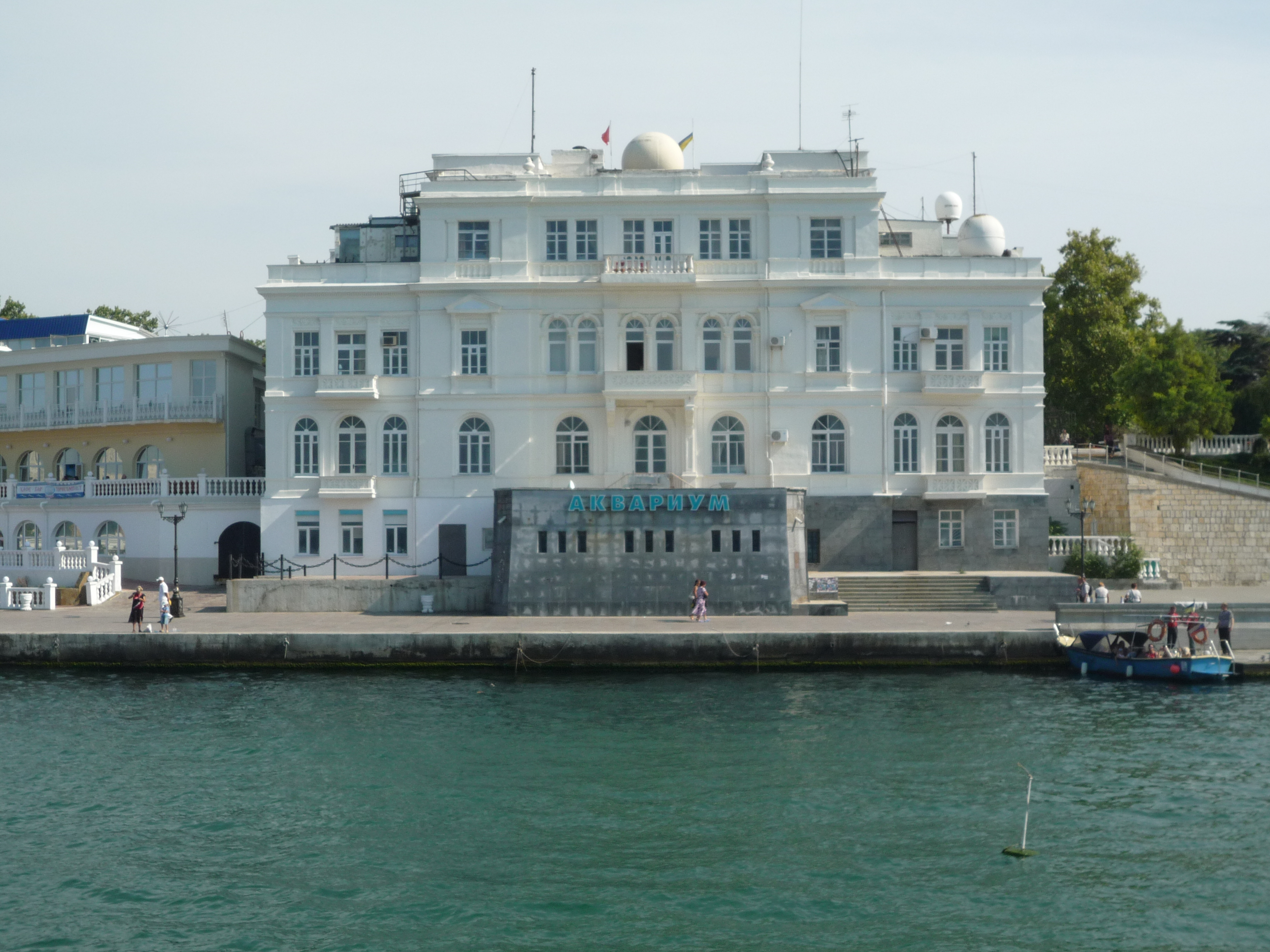
Здание ИнБЮМ с Севастопольским аквариумом-музеем

ФИЦ ИнБЮМ осуществляет образовательную деятельность по подготовке кадров высшей квалификации по программам высшего образования — программам подготовки научно-педагогических кадров в аспирантуре по направлению подготовки 06.06.01 — Биологические науки, направленности: гидробиология, экология, ихтиология.
На базе ФИЦ ИнБЮМ создана базовая кафедра «Гидробиологии и общей экологии» ФГАОУ ВО «Севастопольский государственный университет».
При ФИЦ ИнБЮМ действует диссертационный совет по специальности 03.02.10 — гидробиология Д 900.009.01 (биологические науки).

## Просветительская работа

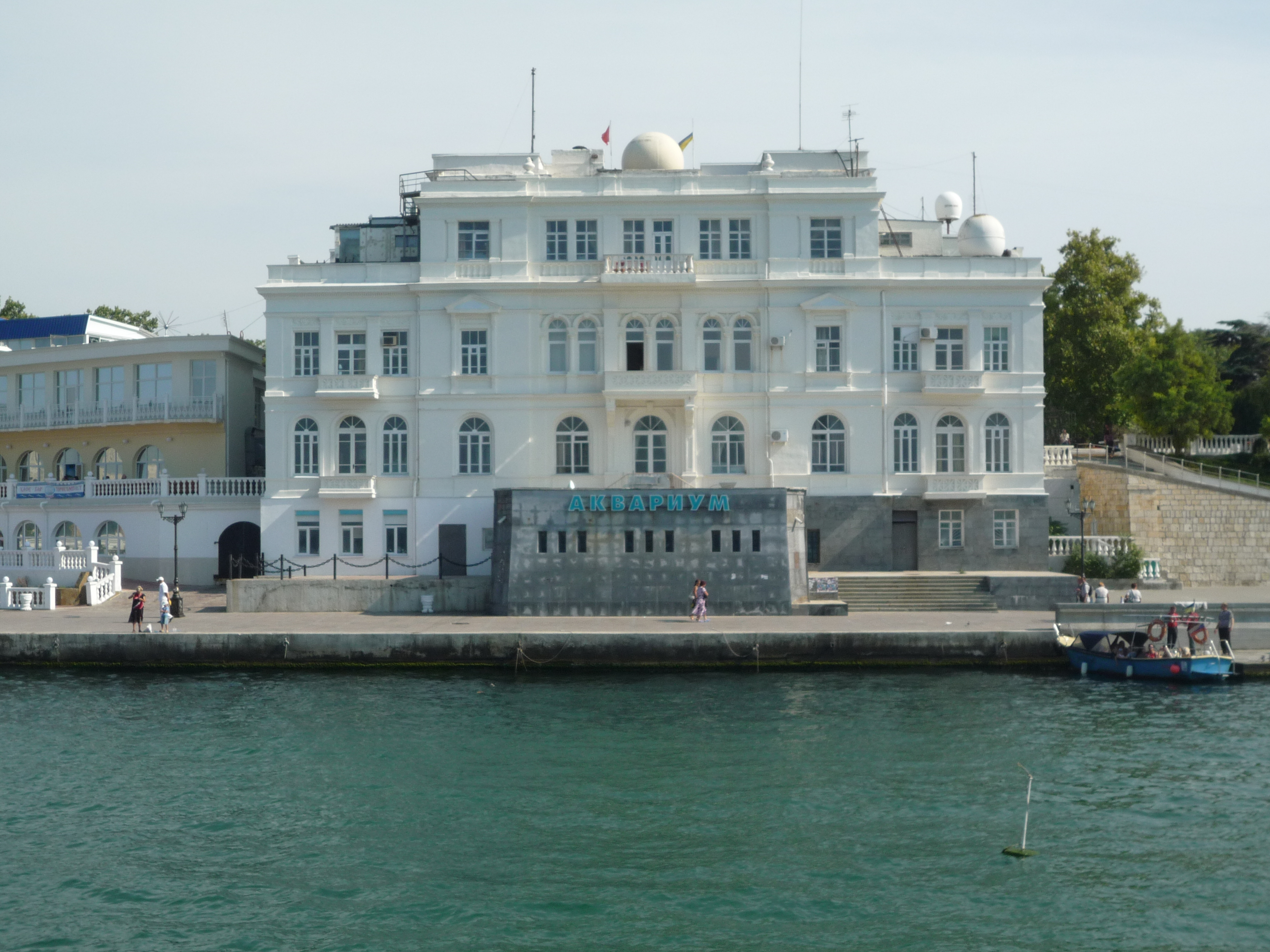
Здание ИнБЮМ с Севастопольским аквариумом-музеем

В здании института размещается Севастопольский морской аквариум-музей. Это один из старейших публичных аквариумов в мире, основанный по инициативе Н. Н. Миклухо-Маклая, А. О. Ковалевского и других российских ученых. Пристроен к зданию ОБС в 1900 году. В 1908 году член Московского общества любителей аквариума и комнатных растений М. А. Величковский при содействии заведующего ОБС старшего зоолога С. А. Зернова составил подробное описание Севастопольского Аквариума и его фауны, размещённой в 16 аквариумах.
В настоящее время в Севастопольском аквариуме представлено более 180 видов животных: это беспозвоночные (актинии, морские ежи, членистоногие, морские звезды), черноморские и тропические рыбы, а также рептилии (черепахи, ящерицы).
На базе ФИЦ ИнБЮМ работают творческие объединения ГБОУ "Центр дополнительного образования «Малая академия наук города Севастополя» (МАН): «Гидробиология», «Экотоксикология», «Экология», «Биология», «Биотехнология», «Ихтиология», «Микробиология», «Олимпиадная биология», «Биология человека». Для повышения уровня практической подготовки учащихся МАН в ФИЦ ИнБЮМ создана учебная лаборатория естественных наук.
В ведении ФИЦ ИнБЮМ находится дельфинарий на базе Карадагской научной станции им. Т. И. Вяземского (посёлок Курортное). Изначально бассейн для млекопитающих был спроектирован для исследовательских работ — первый в СССР экспериментальный гидробионический комплекс для работы с морскими млекопитающими был построен в 1970—1977 гг. Помимо научных исследований в настоящее время на базе бассейна осуществляется эколого-просветительская деятельность на основе научно-демонстрационной и лекционной программы с морскими млекопитающими.
На базе Карадагской научной станции работает Музей истории и природы Карадага Архивная копия от 4 июля 2020 на Wayback Machine, функционирующий с 1915 года. Экспозиция Музея представляет собой хорошо организованную систему информации о природе юго-восточного Крыма, она эстетически и эмоционально привлекательна и рассчитана на разновозрастную аудиторию.

## Галерея

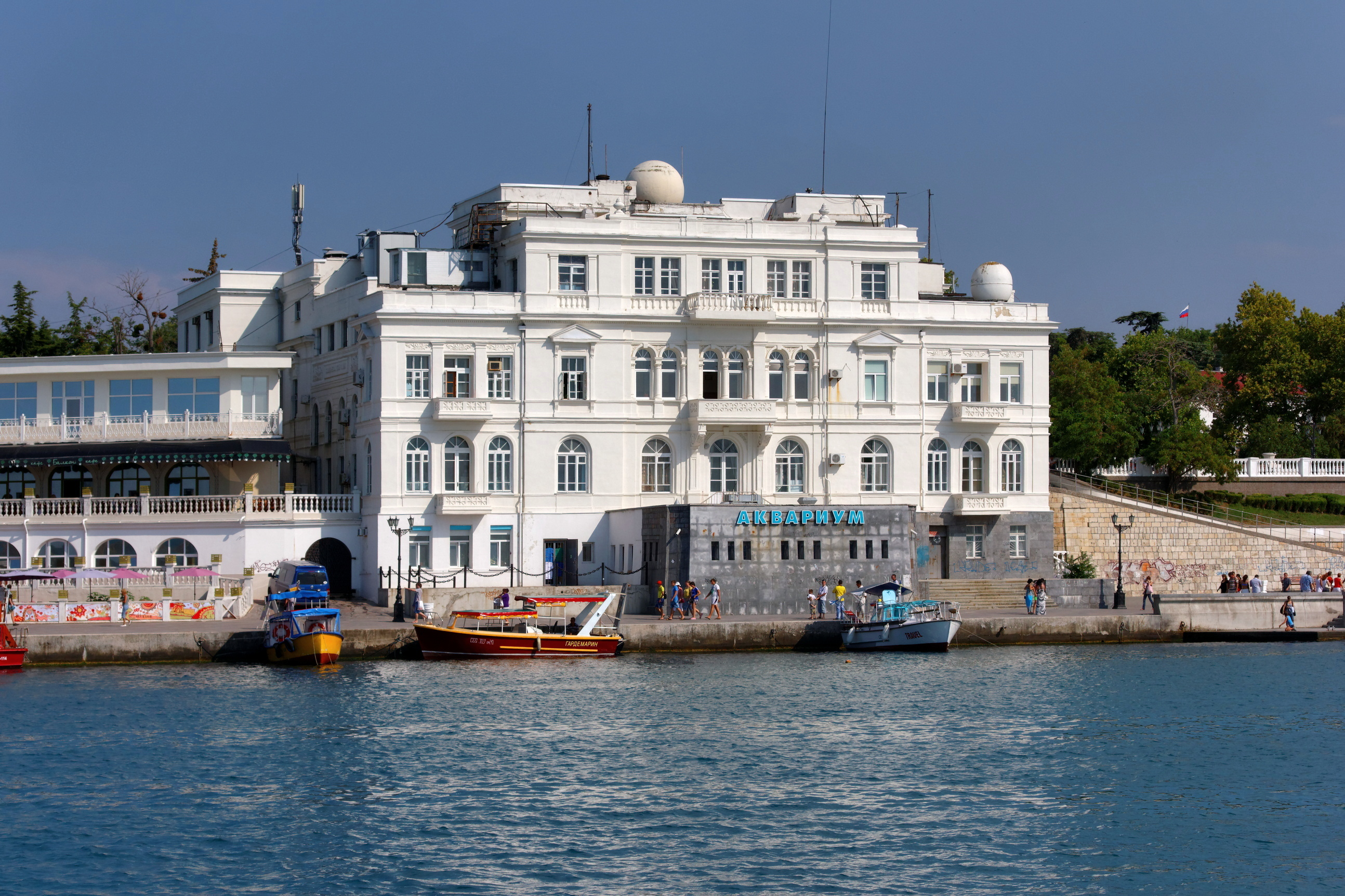
Вид на институт с моря
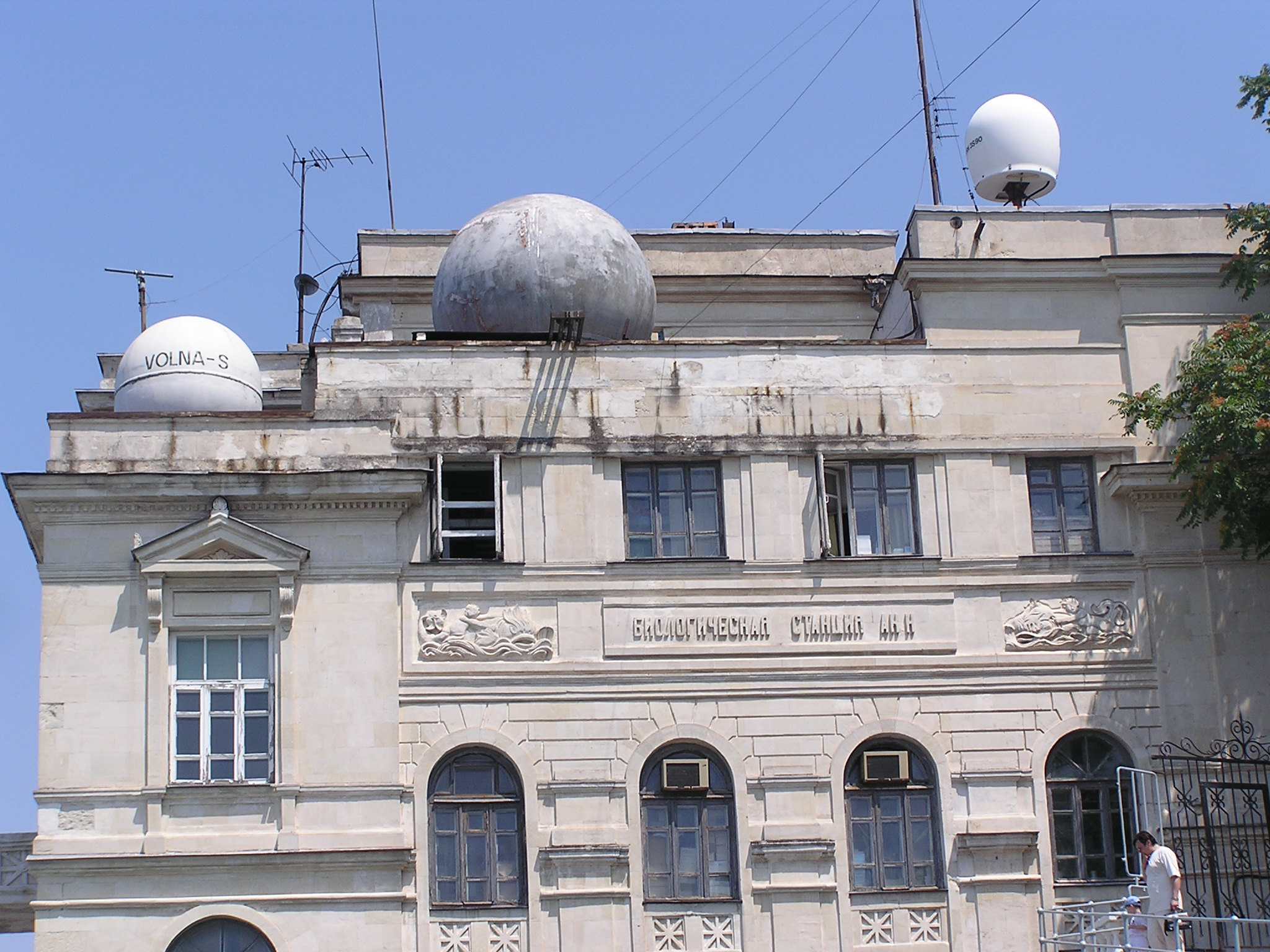
Здание института
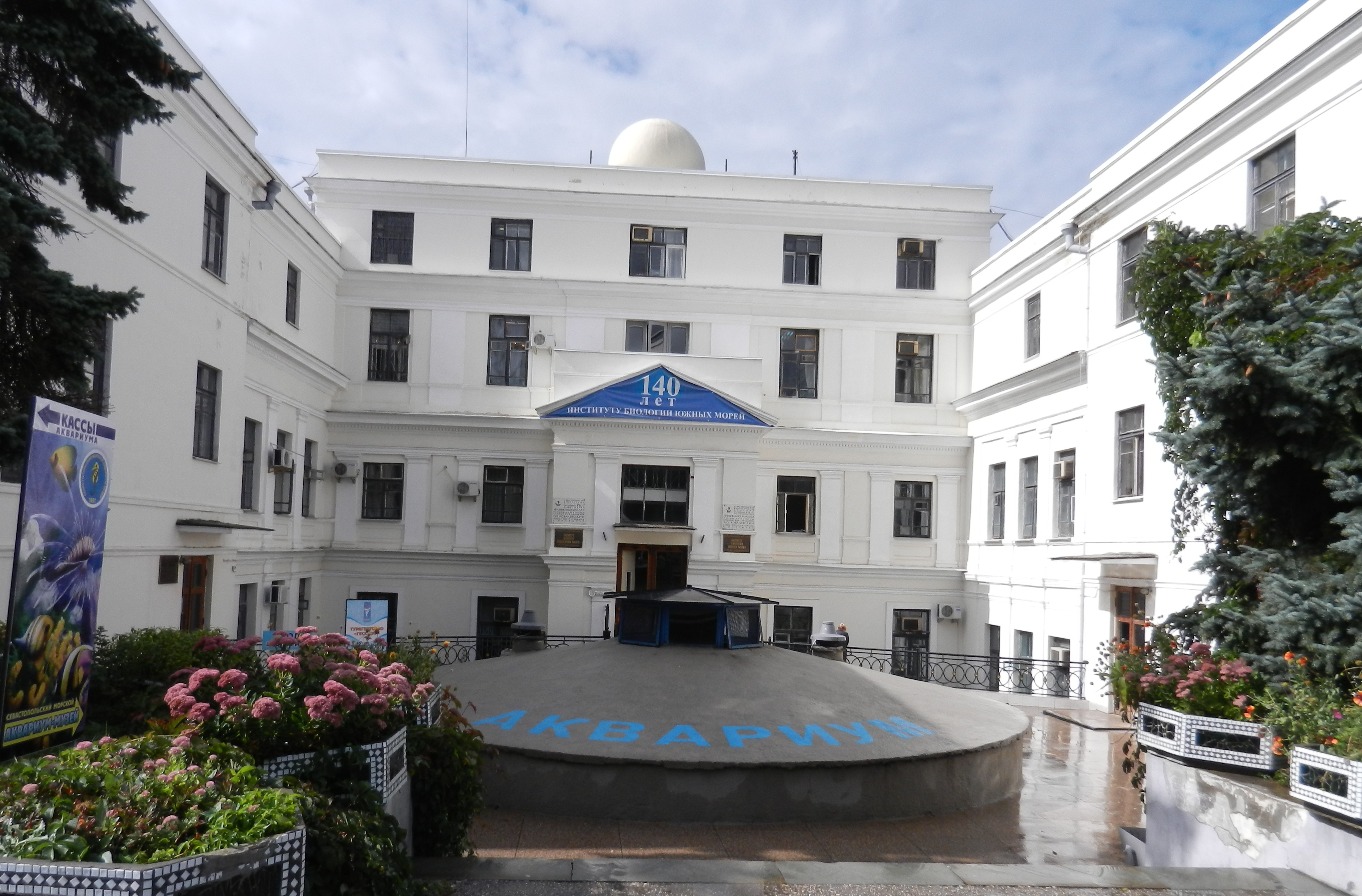
Морской аквариум
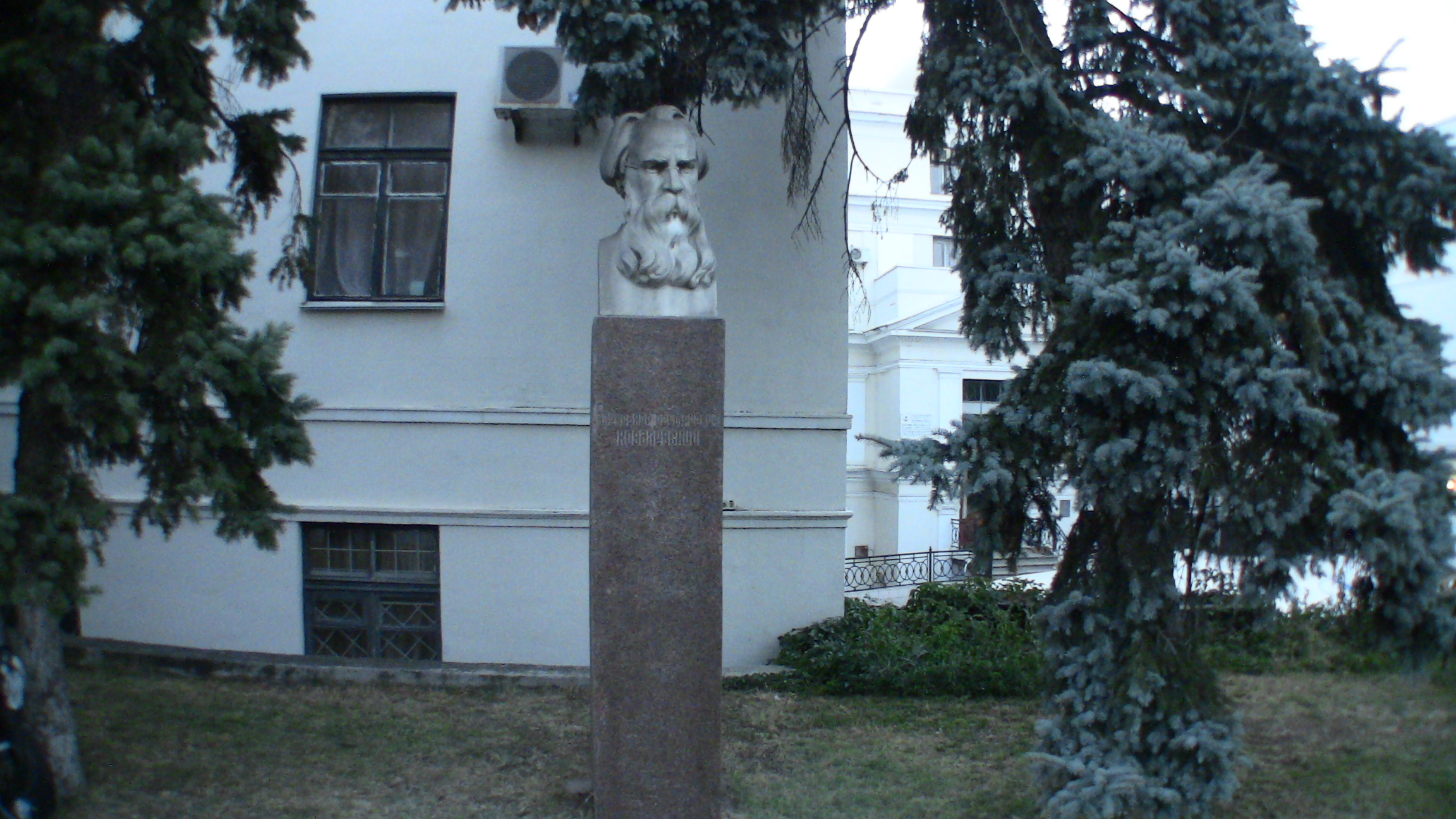
Памятник А.О. Ковалевскому перед зданием института
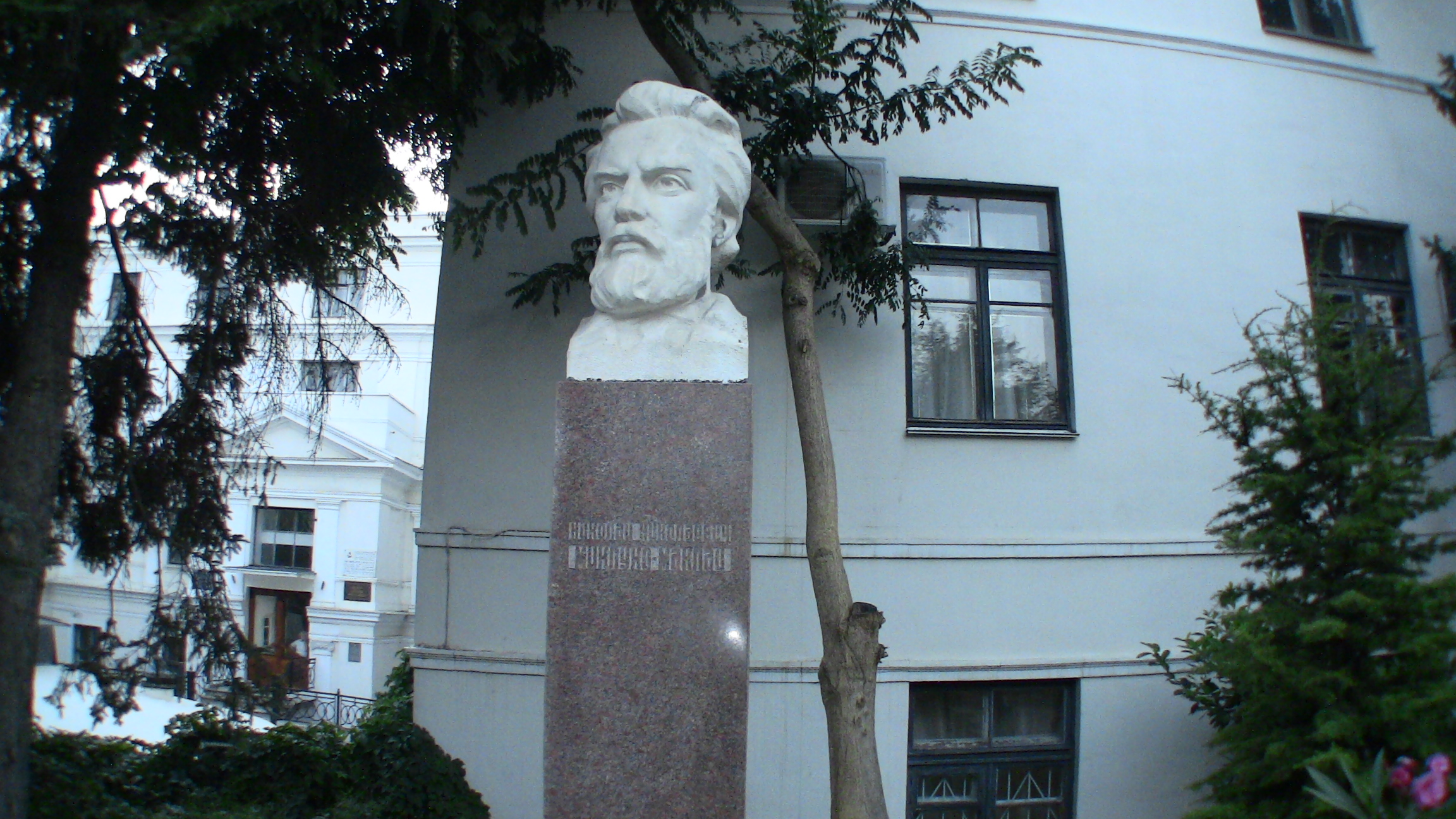
Памятник М.М. Миклухо-Маклаю перед зданием института